# (6352) Schlaun
(6352) Schlaun es un asteroide perteneciente al cinturón de asteroides, región del sistema solar que se encuentra entre las órbitas de Marte y Júpiter.
Fue descubierto el 16 de octubre de 1977 por Cornelis Johannes van Houten y Tom Gehrels desde el observatorio Palomar.

## Designación y nombre
Designado provisionalmente como 2400 T-3, fue Llamado así por Johann Conrad Schlaun (1694-1773), arquitecto barroco que trabajó principalmente para el príncipe-obispo Clemente Augusto de Baviera. Schlaun viajó por Europa para conocer por sí mismo los principales edificios de su época. Entonces conoció a Neumann en Würzburg. Schlaun construyó el castillo de Augustusburg en Brühl y varias otras iglesias y castillos al estilo del barroco de Westfalia.

## Características orbitales
(6352) Schlaun está situado a una distancia media del Sol de 2,412 ua, pudiendo alejarse hasta 2,416 ua y acercarse hasta 2,407 ua. Su excentricidad es 0,002 y la inclinación orbital 3,543 grados. Emplea 1368,02 días en completar una órbita alrededor del Sol.

## Características físicas
La magnitud absoluta de (6352) Schlaun es 14,24. Tiene 4,346 km de diámetro y su albedo se estima en 0,282.